# كفر الوكالة
قرية كفر الوكالة هي إحدى القرى التابعة لمركز شربين في محافظة الدقهلية في جمهورية مصر العربية. حسب إحصاءات سنة 2006، بلغ إجمالي السكان في كفر الوكالة 9824 نسمة، منهم 5048 رجل و4776 امرأة.